# مرسى الدجاج
مرسى الدجاج مدينة ساحلية بالمغرب الأوسط تقع بين جزائر بني مزغنة ودلس شهدت العديد من الأحداث والوقائع التاريخية حيث ذكرها العديد من الرحالة والمؤرخين والذين وصفوا حالتها الإجتماعية والإقتصادية .
وتقع حاليا ببلدية زموري ولاية بومرداس  وكان الفضل لإكتشافها من قبل جمعية السواقي ببلدية زموري

## التسمية
في الفترة الإسلامية ارتبطت تسميتها بطائر الدجاج الذي كان متوفرا بكثرة فيها حسبما ذكره صاحب كتاب الاستبصار، الذي لاحظ كثرة طائر السمان في البحر القريب منها

## تاريخ

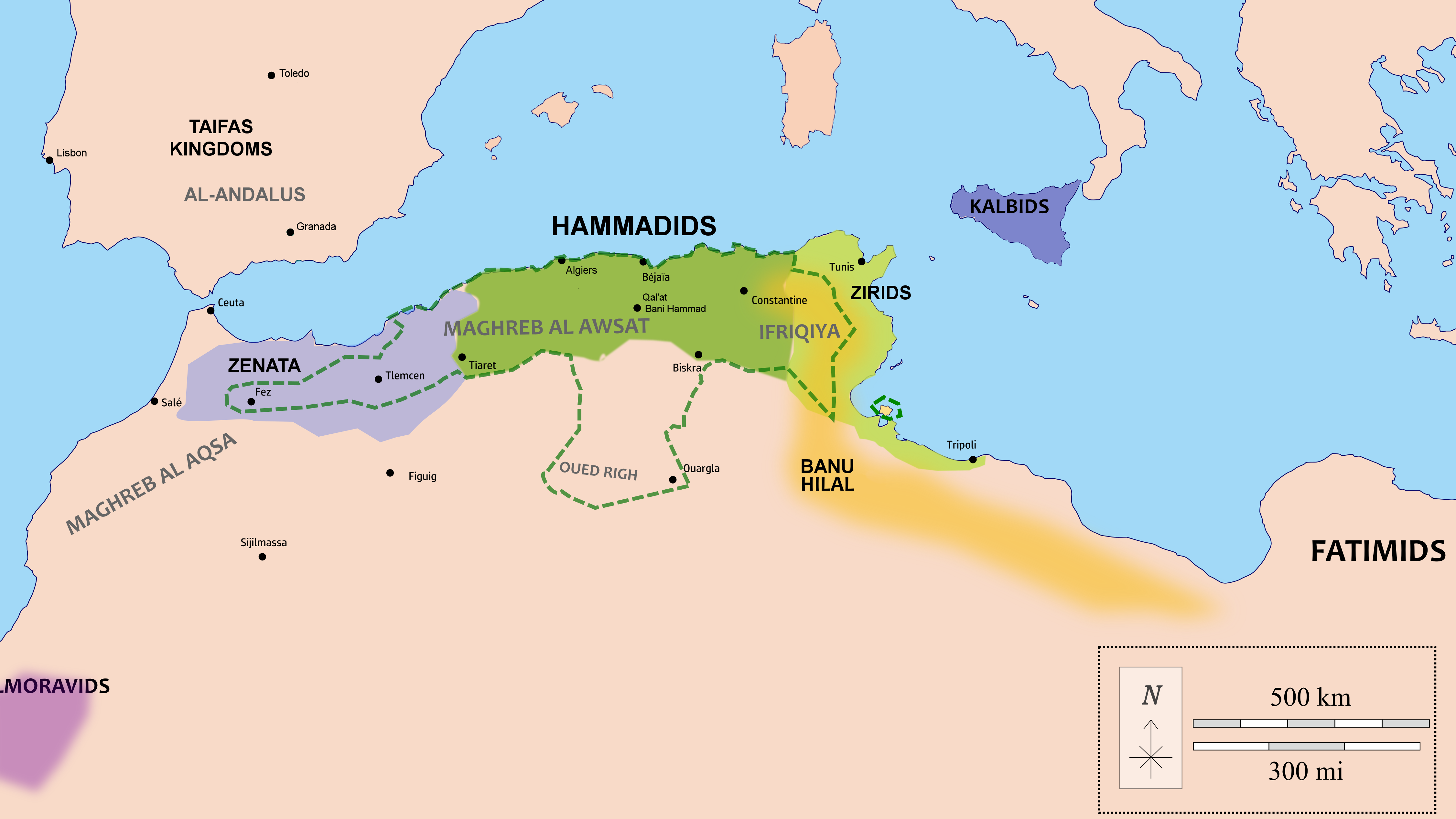
خريطة الدولة الحمادية عام 1050 م

تعد مدينة مرسى الدجاج من أهم مدن المغرب الأوسط إضافة أنها مبنية فوق مدينة قديمة موغاة في القم هي روسوبيكاري الفينيقية Rusubbicari تم وصف المدينة وكانت تحت ممتلكات الدولة الحمادية بعد إنفصالها عن الدولة الزيرية وكانت تدعو للخليفة الفاطمي ثم خضعت للخليفة العباسي لغاية سقوطها على يد الموحدين وكان حاكمها رفقة جزائر بني مزغنة هو عبد الله بن الناصر بن علناس ووصفها محمد بن عبد المنعم الحميري صاحب الروض المعطار في خبر الأقطار نقلا عن سابقيه ووصفها بـ:
| مرسى الدجاج | بالقرب من آشير، وهي مدينة قد أحاط بها البحر من ثلاث نواح، وعليها السور من الضفة الغربية إلى الضفة الشرقية، ومن هناك يدخل إليها، وأسواقها ومسجد جامعها داخل ذلك السور، له باب واحد، ولها مرفأ غير مأمون لضيقه وقرب قعره، وبها عيون طيبة، يسكنها الأندلسيون وقبائل من كتامة. وهي مدينةكبيرة القطر، ولها حصن دائر بها، وبشرها كثير وربما فر عنها أكثر أهلها زمن الصيف خوفاً من قصد الأساطيل إليها، وأرضها ممتدة وزراعاتها متصلة وإصاباتهم واسعة وحنطتهم مباركه، وسائر الفواكه واللحوم بها كثير رخيص، وتينها يحمل منها شرائح طرياً ومنثوراً إلى سائر الأقطار وأقاصي البلاد، وهي بذلك مشهورة، وبينها وبين تدلس أربعة وعشرون ميلاً. | مرسى الدجاج |

تطرق المؤرخ البكري لمرسى الدجاج وعرف بالطرق المؤدية لها من القيروان ومن مدينة أشير خاصة أن المدينة كانت من أملاك الدولة الفاطمية وتحت وصاية الحماديين وبخصوص ميناء فكانت له رحالات مع جزيرة مايوركا ومن أبزر الطرق :

### القيروان_ مرسى الدجاج[5]
| مرسى الدجاج | ومن أراد الطريق من القيروان إلى مرسى الدجّاج فإنّه يأخذ إلى المسيلة على ما تقدّم، ثمّ إلى أوزقور وهي عين عذبة باردة عليها شجرة عظيمة، وهذا آخر حدّ بلد صنهاجة إلى سوق ماكسن، وهي مدينة على وادي شلف لصنهاجة عليها سور ولها عيون. إلى سوق حمزة وهي مدينة عليها سور وخندق وبها آبار عذبة وهي لصنهاجة. وكان نزلها حمزة بن الحسن بن سليمان بن الحسين بن علي بن الحسن بن علي (بن أبي طالب رضه) . إلى بني جنّاد ، وهي مدينة صغيرة على جبل بينها وبين البحر نحو ميل، ومنها إلى مرسى الدجّاج. | مرسى الدجاج |

### أشير_ مرسى الدجاج[6]
| مرسى الدجاج | تخرج من مدينة أشير الى شعبة وهي قرية، ومنها الى مضيق بين جبلين، ثمّ تفضي الى فحص أفيح تجمع فيه عروق عاقر قرحا، ومن هذا الموضع تحمل الى الآفاق. وهناك مدينة تسمّى حمزة نزلها وبناها حمزة بن الحسن بن سليمان بن الحسين بن علي بن الحسن بن علي بن أبي طالب رضه، والحسن بن سليمان هو الذي دخل المغرب وكان له من البنين حمزة هذا وعبد الله وابراهيم وأحمد ومحمّد والقاسم وكلّهم أعقب وعقبهم هناك. وتسير من حمزة الى بلياس وهي في جبل عظيم، ومن بلياس الى مرسى الدجاج، (ومدينة مرسى الدجاج) قد أحاط بها البحر من ثلاث نواح وقد ضرب بسور من الضفة الغربية الى الضفّة الشرقية، ومن هناك يدخل اليها وأسواقها، ومسجد جامعها داخل ذلك السور له باب واحد، ولها مرفأ غير مأمون لضيقه وقرب قعره، وبها عيون طيبة، يسكنها الأندلسيون وقبائل من كتامة. وبشرقيّها مدينة بني جناد وهي أصغر منها. | مرسى الدجاج |

### وصف المدينة
- وصفها ابن حوقل :

| مرسى الدجاج | وهي مدينة عليها سور منيع على نحر البحر وفي شفيره | مرسى الدجاج |

- الإدريسي: [7]

| مرسى الدجاج | ومدينة مرسى الدجاج كبيرة القطر لها حصن دائر بها | مرسى الدجاج |

| مرسى الدجاج | وهى مدينة عليها سور منيع على نحر البحر وفى شفيره وليس لها مرسى مأمون وبها من رخص الأسعار أيضا في الفواكه والمآكل والمطاعم والقمح والشعير والألبان والمواشى ما يغرق غيرهم ممّن يجاورهم وبها من الأشجار والثمر والتين خاصّة العظيم الجسيم ما يحمل منه الى البلاد النائية عنه، | مرسى الدجاج |

- صاحب كتاب الاستبصار:

| مرسى الدجاج | والبحر يضرب في سورها | مرسى الدجاج |

### خراب المدينة
تعرضت مدينة مرسى الدجاج سنة 1225 لهجوم عسكري بقيادة يحي بن أبي غانية الميورقي الذي ثار على الموحدين فهدم مدن وحصون هذه الدولة الموحدية ولم يتم تعميرها بعد هذا الخراب مما أدى إلى تحولها إلى أطلال غطتها الرمال لقرون من الزمن و لم يعاد اكتشاف مكانها إلا في سنة 2006.

## وصلات خارجية
1. ↑  "يومية الشعب الجزائرية - مصادقة على مخطط حماية الموقع الأثري»مرسى الدجاج»". www.ech-chaab.com (بar-aa). Archived from the original on 2021-11-23. Retrieved 2022-11-21.{{استشهاد ويب}}:  صيانة الاستشهاد: لغة غير مدعومة (link)
2. ↑  "بومرداس: استئناف أشغال الاستكشاف بالموقع الأثري مرسى الدجاج بزموري". الحياة العربية. مؤرشف من الأصل في 2022-11-21. اطلع عليه بتاريخ 2022-11-21.
3. ↑  "مدينة مرسى الدجاج من خلال النصوص التاريخية والبقايا الأثرية" (بعربية). مجلة عصور الجديدة. 2015-10-20: 15. Archived from the original on 21 نوفمبر 2022. Retrieved 21/11/2022. {{استشهاد بدورية محكمة}}: الاستشهاد بدورية محكمة يطلب |دورية محكمة= (help), تحقق من التاريخ في: |تاريخ الوصول= (help), الوسيط |الأول= يفتقد |الأخير= (help), and الوسيط |الفصل= تم تجاهله (help)صيانة الاستشهاد: BOT: original URL status unknown (link) صيانة الاستشهاد: التاريخ والسنة (link) صيانة الاستشهاد: لغة غير مدعومة (link)
4. ↑  محمد بن عبد المنعم الحميري (1980)، الروض المعطار في خبر الأقطار، تحقيق: إحسان عباس، بيروت: مؤسسة ناصر للثقافة، ص. 539، QID:Q121076328 – عبر المكتبة الشاملة
5. ↑  أبو عبيد الله البكري (1992)، المسالك والممالك، بيروت: دار الغرب الإسلامي، ج. 2، ص. 731، OCLC:32650380، QID:Q120885797 – عبر المكتبة الشاملة
6. ↑  أبي عبيد عبد الله بن عبد (1 يناير 2003). المسالك والممالك 1-2 ج2. Dar Al Kotob Al Ilmiyah دار الكتب العلمية. مؤرشف من الأصل في 2022-11-21.
7. ↑  ابن حوقل (1938)، صورة الأرض، بيروت: دار صادر، ج. 1، ص. 76، QID:Q121009915 – عبر المكتبة الشاملة
8. ↑  ""مرسى الدجاج" بزموري البحري (بومرداس): موقع أثري هام بحاجة إلى تثمين". وكالة الأنباء الجزائرية. مؤرشف من الأصل في 15 ديسمبر 2019. اطلع عليه بتاريخ 21/11/2022. {{استشهاد ويب}}: تحقق من التاريخ في: |تاريخ الوصول= (مساعدة)